# Габсбургская монархия
Габсбургская монархия (нем. Habsburgermonarchie; Габсбургская империя, нем. Habsburgerreich; Австрийская монархия, нем. Österreichische Monarchie или Дунайская монархия, нем. Donaumonarchie) — условное название династической унии ряда феодальных государств, находившихся под непосредственной (в отличие от Священной Римской империи) властью австрийской ветви семейства Габсбургов. Обычно используется в отношении периода с 1526 года, когда австрийский эрцгерцог Фердинанд I занял престолы Чехии и Венгрии, до создания в 1804 году Австрийской империи. Фраза «габсбургская монархия» может также употребляться в более широком смысле в отношении периода с начала правления Габсбургов в Австрии в 1276 году до распада Австро-Венгрии в 1918 году. До 1804 года конгломерат наследственных монархий, находившихся под властью Габсбургов, не имел единого официального названия.
Кроме того, термин Габсбургская империя широко используется для обозначения находившейся под властью священноримского императора Карла V Габсбурга совокупности государственных образований, включавшей Испанию, Нидерланды, Франш-Конте, Ломбардию, Неаполитанию, Сицилию, Сардинию и американские владения Испании.
Представители династии Габсбургов также являлись монархами Священной Римской империи в 1439—1740 и 1745—1806 годах.

## Состав
В состав монархии Габсбургов (1526—1804) входили следующие территории:
- Наследственные австрийские земли:
  - эрцгерцогство Австрия (Нижняя и Верхняя);
  - герцогство Штирия;
  - герцогство Каринтия;
  - герцогство Крайна;
  - маркграфство Истрия;
  - графство Тироль;
  - графство Горица и Градишка;
  - Форарльберг;
  - Передняя Австрия;
  - Триест;
- Земли чешской короны:
  - королевство Богемия;
  - герцогство Силезия;
  - маркграфство Моравия;
  - маркграфство Верхняя Лужица (до 1635 г.);
  - маркграфство Нижняя Лужица (до 1635 г.);
- королевство Венгрия;
- великое княжество Трансильвания;
- Военная граница;
- Королевство Хорватия и Славония.

Кроме того, в некоторые исторические периоды Габсбургская монархия также включала следующие владения:
- Австрийские Нидерланды (1713—1792);
- Миланское герцогство (1713—1797);
- Ломбардо-Венецианское королевство (1815—1866);
- Неаполитанское королевство (1713—1735);
- королевство Сардиния (1713—1720);
- Темешварский Банат (1718—1778);
- Воеводина и Северная Босния (1718—1739);
- Олтения (1718—1738);
- Сицилийское королевство (1720—1735);
- Пармское герцогство (1735—1748);
- Королевство Галиции и Лодомерии (c 1772 г.);
- Буковина (с 1774 г.);
- Малая Польша (с 1795 г.);
- Венецианская область (c (1797 г.);
- Далмация (c 1797 г.).